# チーム・レディオシャック
チーム・レディオシャック (Team RadioShack) は、国際自転車競技連合 (UCI) の主催するUCIプロツアーに参加していた自転車ロードレースのチームの一つ。
2012年シーズンからはレオパルド・トレックと統合し『レディオシャック・ニッサン・トレック』(RadioShack-Nissan-Trek)として活動している。

## 概要

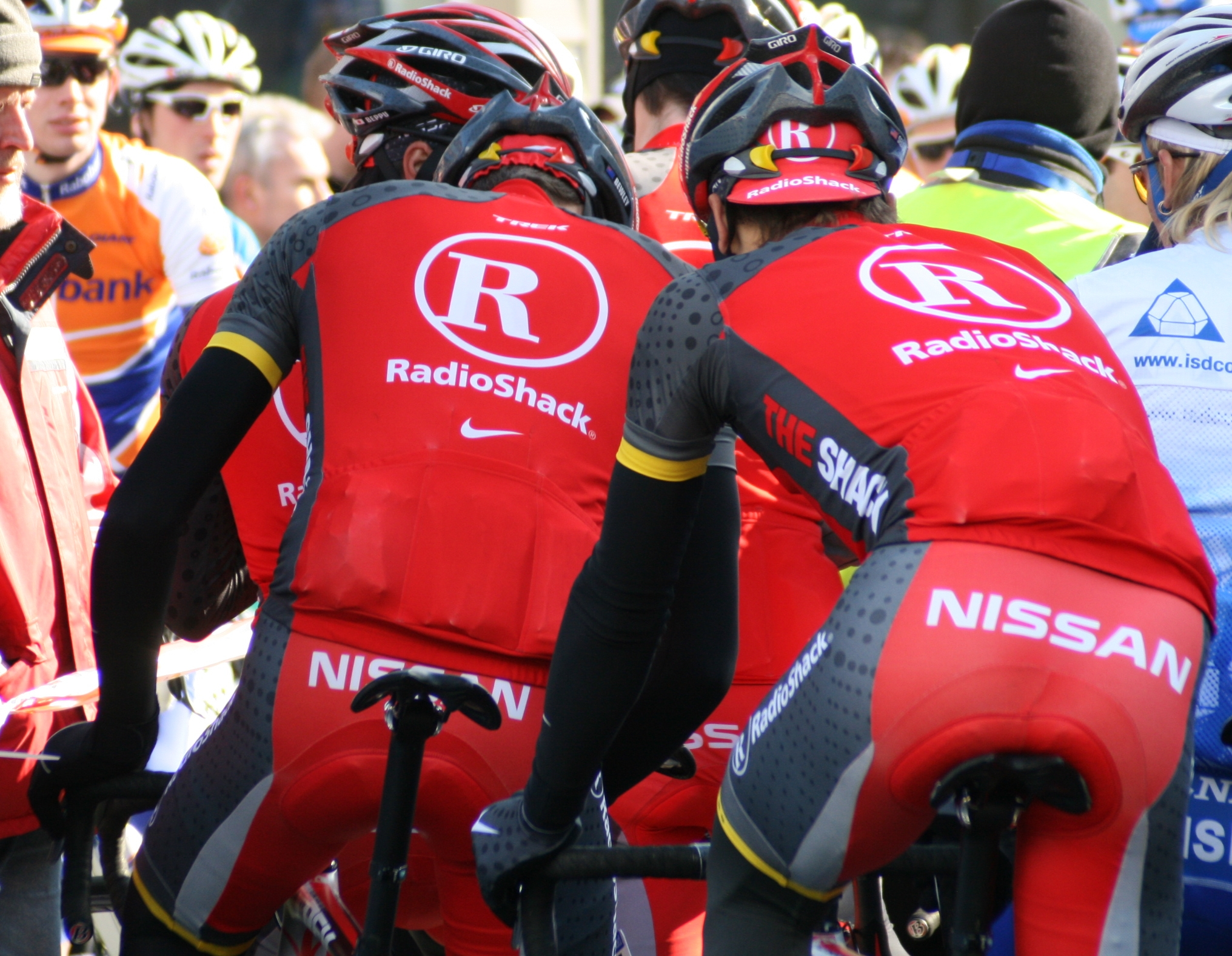
2010年のレディオシャックのジャージ

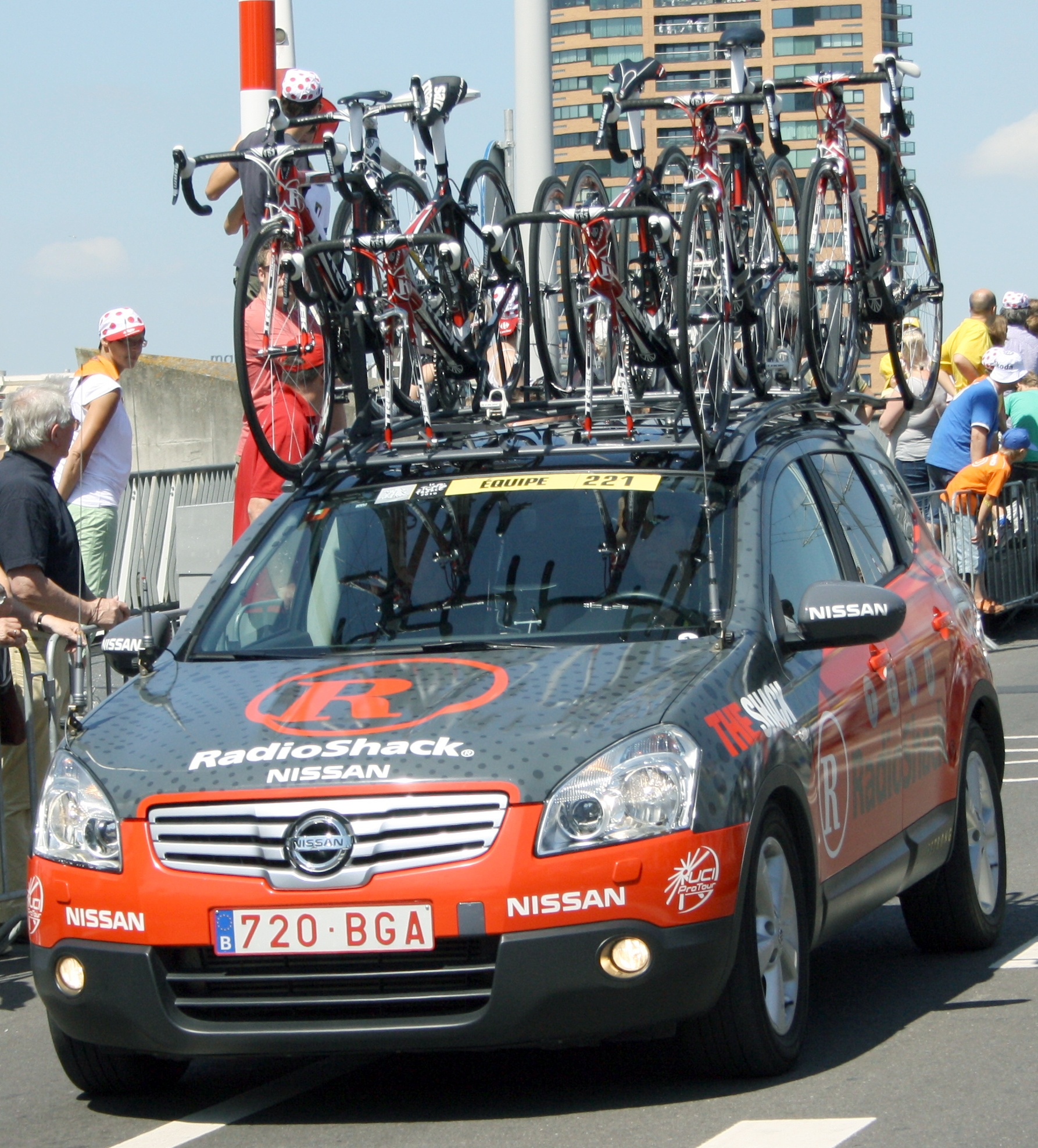
チームカーの キャシュカイ+2

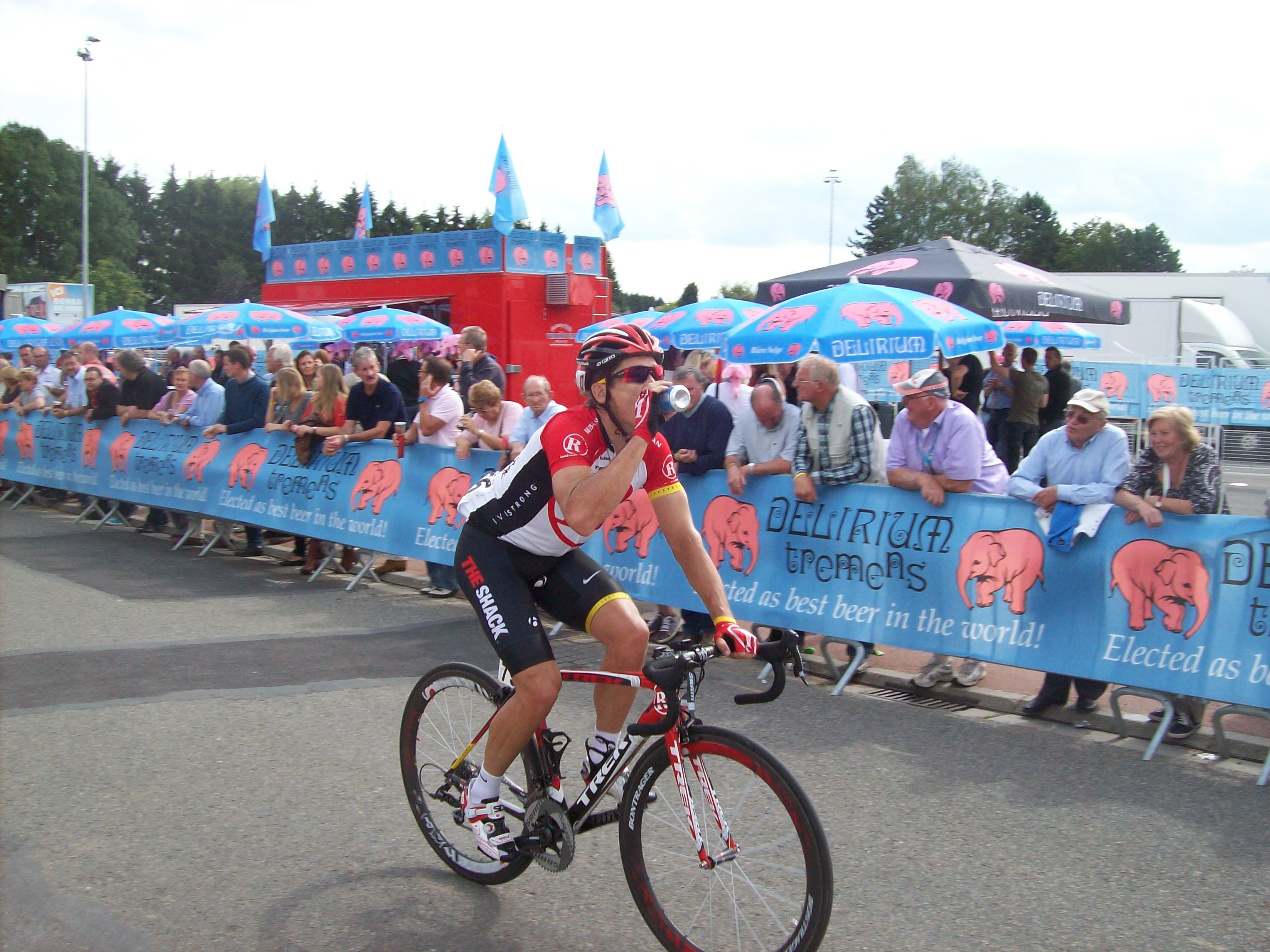
ツール・ド・ワロニーを走るロビー・マキュアン

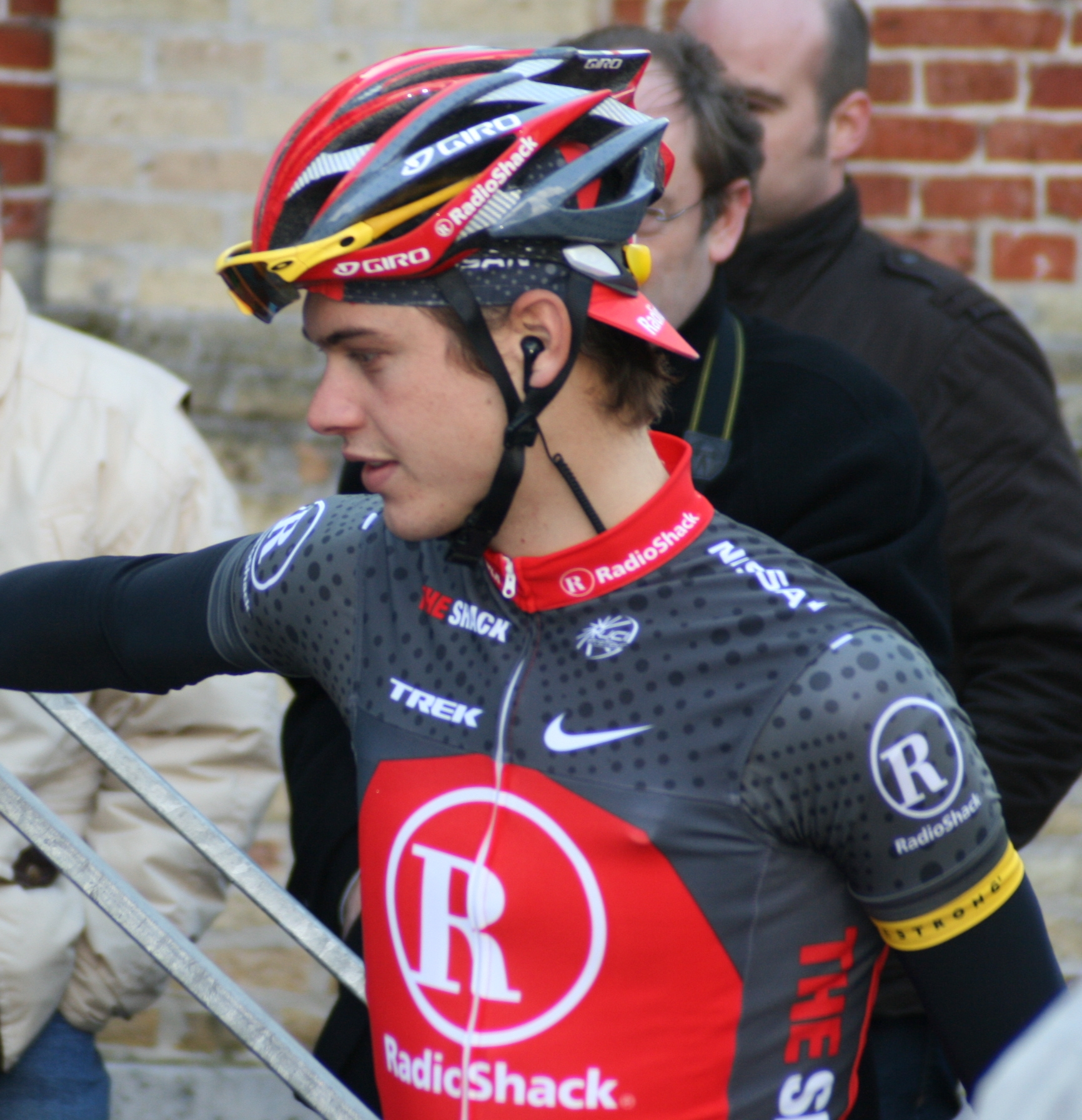
ビョーン・セランダー

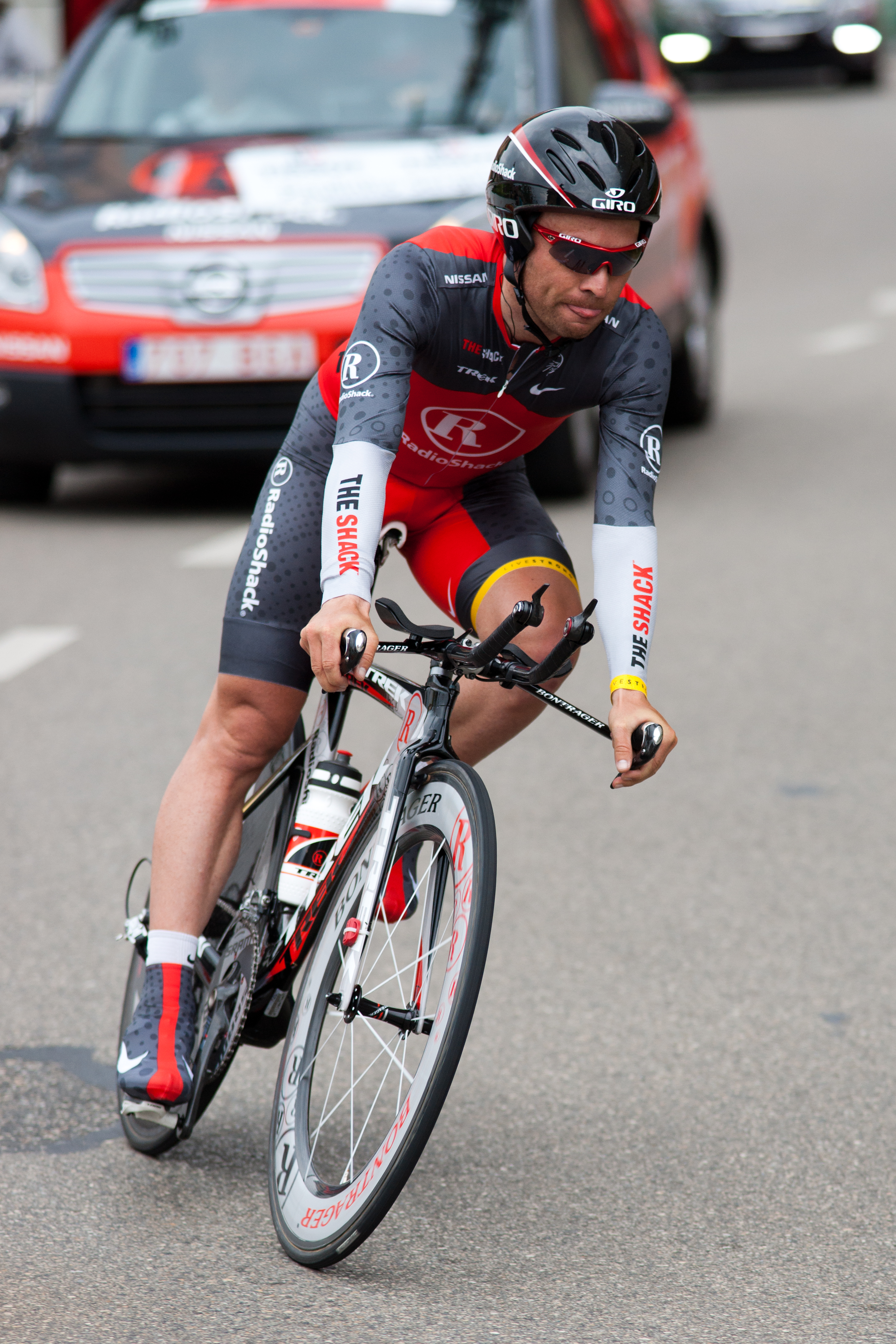
セルジオ・パウリーニョ

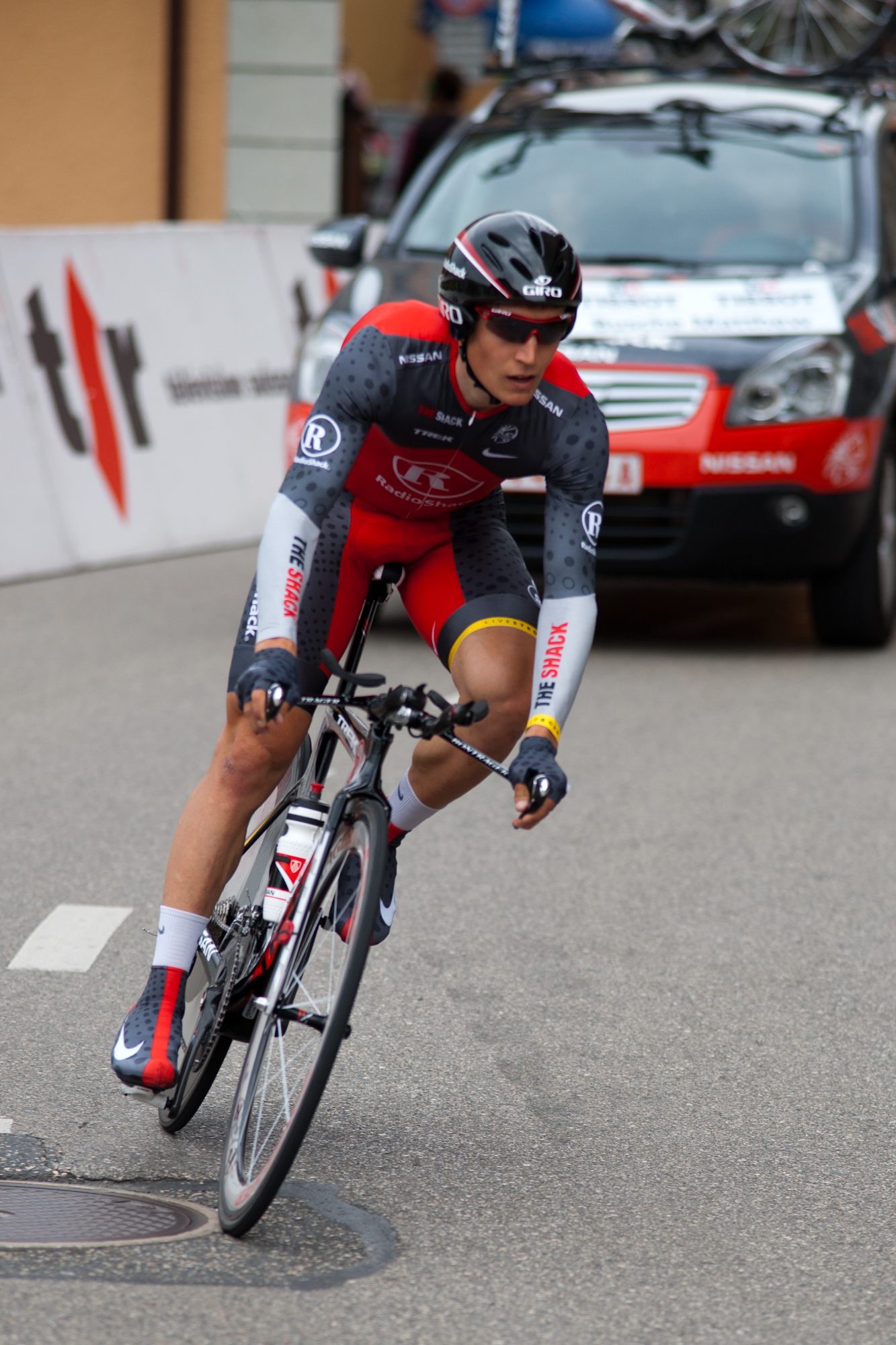
マシュー・ブッシュ

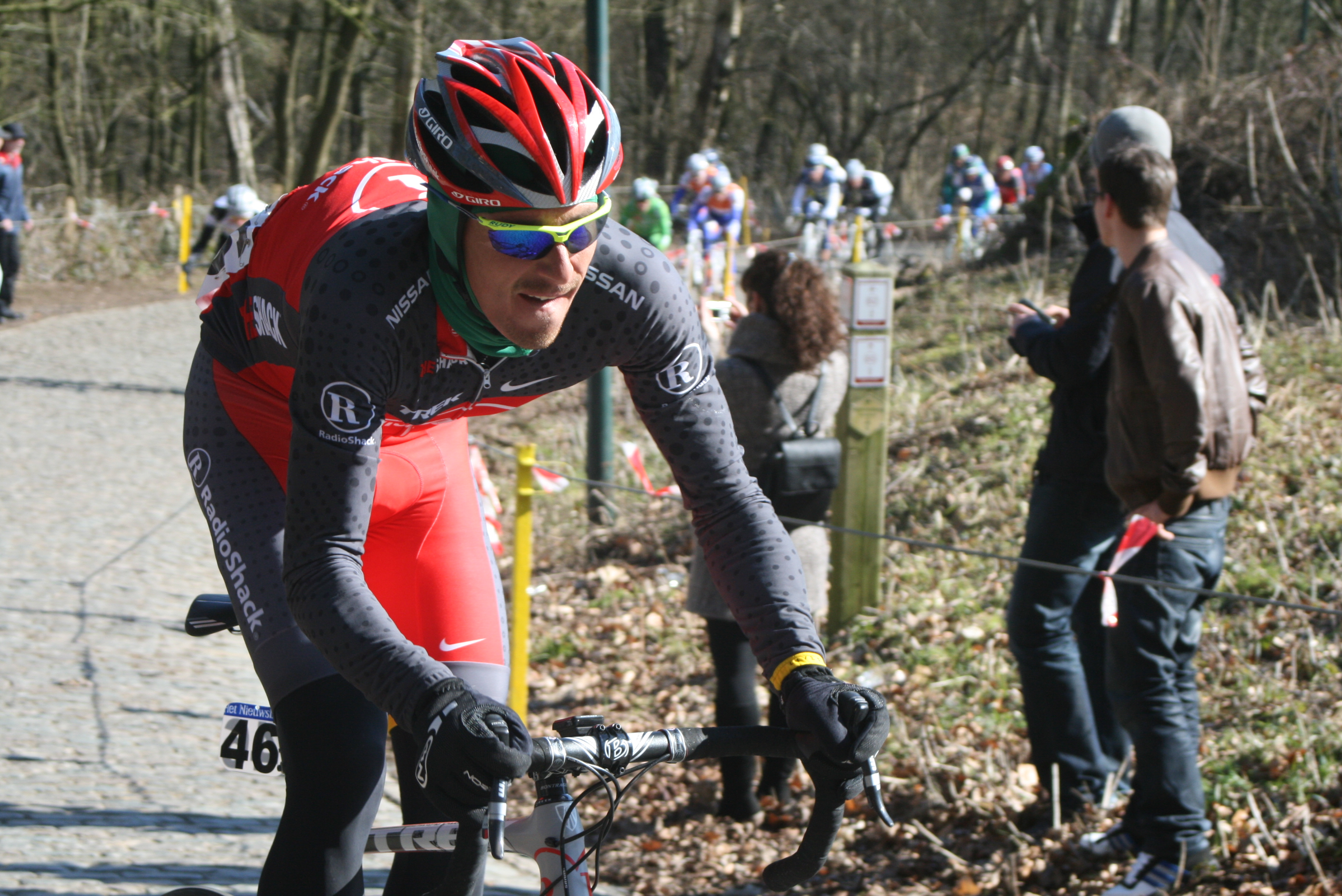
ドミトリー・ムラヴィエフ

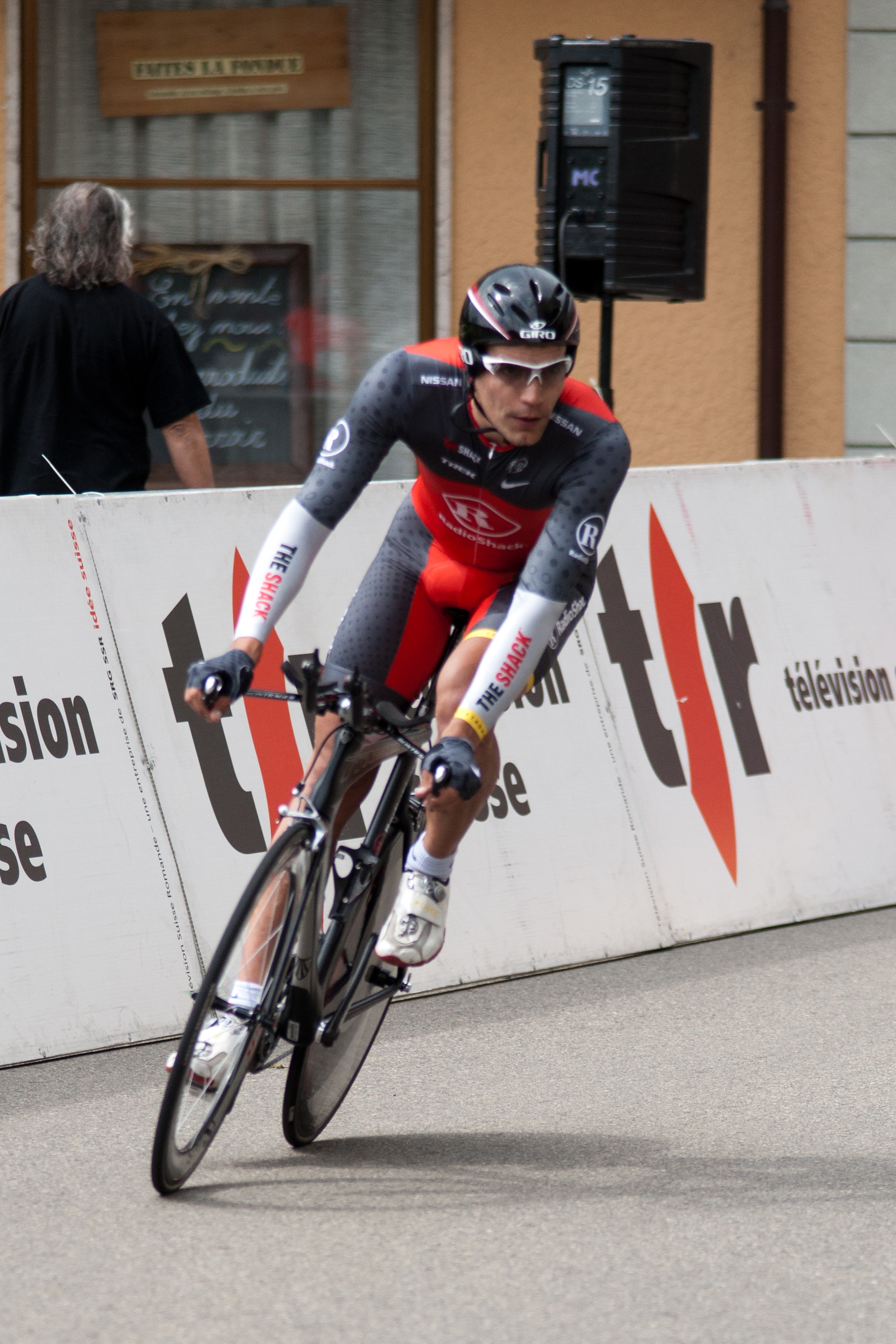
ヘルト・ステーフマンス

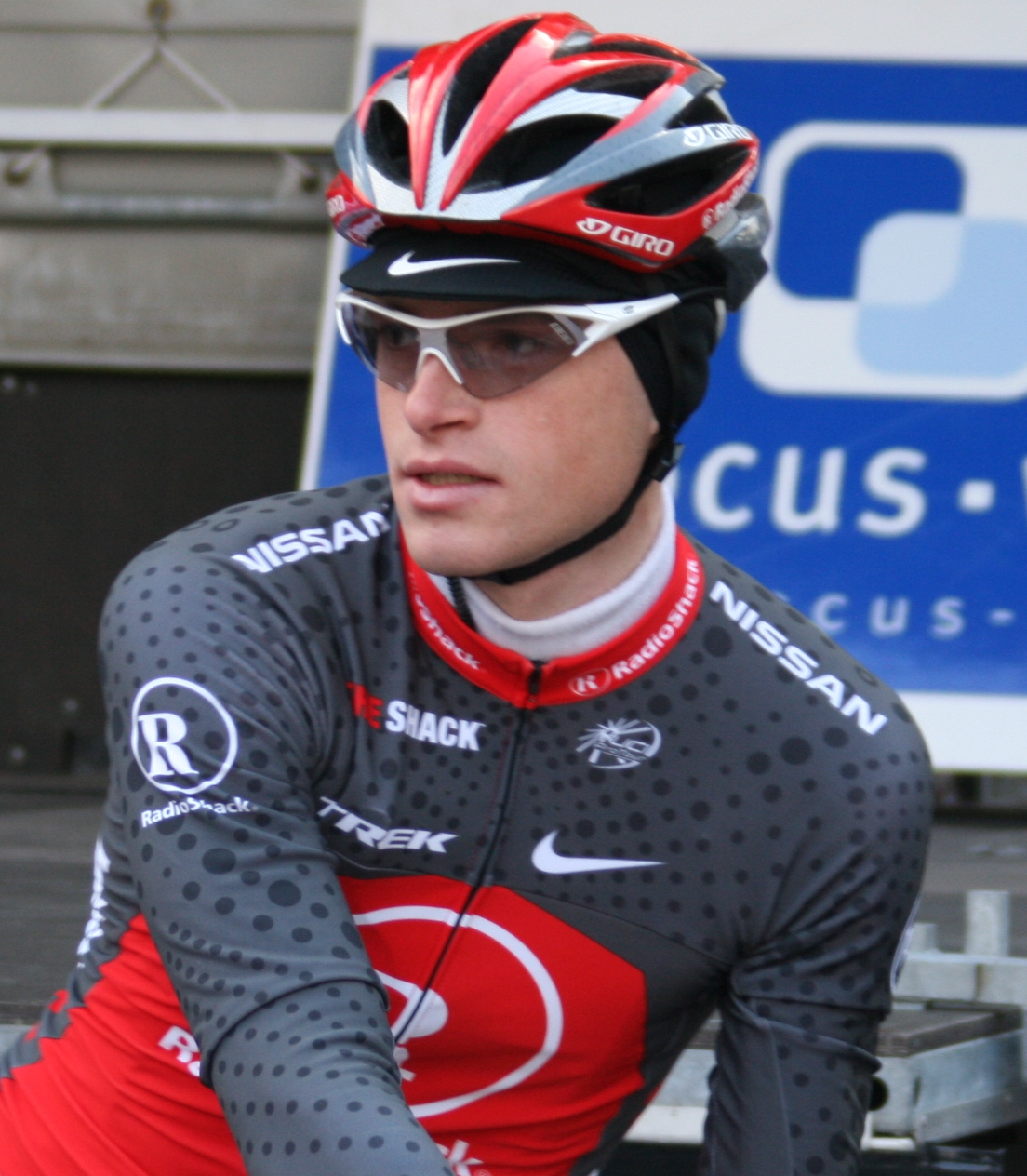
ベン・ヘルマンス

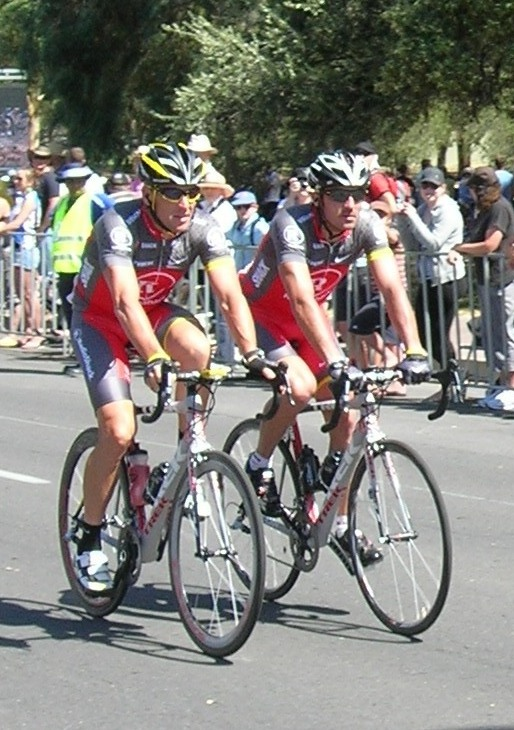
アームストロングとヤロスラフ・ポポヴィッチ

ツール・ド・フランスを7連覇したランス・アームストロング（ただし後年にドーピングが発覚して7連覇の全てを剥奪された）が2009年シーズンをもってアスタナのバイクがスペシャライズドになるためチームを離れたことにより創設されたプロチームである。
冠スポンサーはアームストロングの地元であるテキサス州の家電量販店「レディオシャック」、他のスポンサーは日産自動車と、ランスの7連覇を助けてきてランスが取締役をしているTREKなどが加わっていた。
フレームはスポンサーのトレック、コンポーネントはSRAM、その他のステムやハンドル、サドル、ホイールなどのパーツはボントレガー、タイヤにはボントレガーやヴィットリアを使用している。ジャージはナイキ、ヘルメットはボントレガーを使用。チームカーはキャシュカイ+2や日産・ムラーノが採用された。

## 主な実績
2010年
- バスク一周
  - 総合優勝 クリス・ホーナー
- クリテリウム・デュ・ドーフィネ
  - 総合優勝 ヤネス・ブライコヴィッチ
- ツール・ド・フランス
  - 区間優勝 セルジオ・パウリーニョ
  - チーム総合時間賞

2011年
- バスク一周
  - 総合優勝 アンドレアス・クレーデン
- ツアー・オブ・カリフォルニア
  - 総合優勝 クリス・ホーナー
- ツール・ド・スイス
  - 総合優勝 リーヴァイ・ライプハイマー

## 各国ナショナルチャンピオン
2010
 アメリカ個人ロード ベンジャミン・キング
 アメリカ個人TT タイラー・フィニー
2011
 日本個人ロード 別府史之
 日本個人TT 別府史之
 アメリカ個人ロード マシュー・ブッシュ
 スロベニア個人TT ヤネス・ブライコヴィッチ
 ポルトガル個人TT ネルソン・オリヴェイラ

## 2011年陣容
2011年2月10日更新
- ゼネラル・マネジャー - ビル・スタプルトン

| 選手名                     | 国籍             | 生年月日       | 前年所属チーム             |
| -------------------------- | ---------------- | -------------- | -------------------------- |
| ランス・アームストロング   | アメリカ合衆国   | 1971年9月18日  |                            |
| 別府史之                   | 日本             | 1983年4月10日  |                            |
| サム・ビューリー           | ニュージーランド | 1987年7月22日  |                            |
| ヤネス・ブライコヴィッチ   | スロベニア       | 1983年12月18日 |                            |
| マシュー・ブッシュ         | アメリカ合衆国   | 1985年9月5日   |                            |
| マヌエル・カルドソ         | ポルトガル       | 1983年4月7日   | フートン - セルベット      |
| フィリップ・デニャン       | アイルランド     | 1983年9月7日   | サーヴェロ・テストチーム   |
| ベン・ハーマンス           | ベルギー         | 1986年8月6日   |                            |
| クリストファー・ホーナー   | アメリカ合衆国   | 1971年10月23日 |                            |
| ロバート・ハンター         | 南アフリカ共和国 | 1977年4月22日  | ガーミン・トランジションズ |
| マルケル・イリサール       | スペイン         | 1980年2月5日   |                            |
| アンドレアス・クレーデン   | ドイツ           | 1975年6月22日  |                            |
| ミハウ・クヴィアトコヴスキ | ポーランド       | 1990年6月2日   | カハ・ルラル               |
| リーヴァイ・ライプハイマー | アメリカ合衆国   | 1973年10月24日 |                            |
| ジョフロワ・ルカトル       | フランス         | 1981年6月30日  |                            |
| ティアゴ・マシャド         | ポルトガル       | 1985年10月18日 |                            |
| ジェイソン・マッカートニー | アメリカ合衆国   | 1973年9月3日   |                            |
| ロビー・マキュアン         | オーストラリア   | 1972年6月24日  | チーム・カチューシャ       |
| ドミトリー・ムラヴィエフ   | カザフスタン     | 1979年2月11日  |                            |
| ネルソン・オリヴェイラ     | ポルトガル       | 1989年3月6日   | シャコベオ・ガリシア       |
| セルジオ・パウリーニョ     | ポルトガル       | 1980年3月26日  |                            |
| ヤロスラフ・ポポヴィッチ   | ウクライナ       | 1980年1月4日   |                            |
| グレゴリー・ラスト         | スイス           | 1980年1月17日  |                            |
| セバスティアン・ロスレル   | ベルギー         | 1981年7月15日  |                            |
| イヴァン・ロヴニー         | ロシア           | 1987年9月30日  |                            |
| ビヨーン・セランダー       | アメリカ合衆国   | 1988年1月28日  |                            |
| ジェシー・サージェント     | ニュージーランド | 1988年7月8日   | トレーニーより昇格         |
| アイマル・スベルディア     | スペイン         | 1977年4月1日   |                            |

- 2012年シーズンは、レオパルド・トレックとチーム統合し、『レディオシャック・ニッサン・トレック』(RadioShack-Nissan-Trek)として活動することになっているため、チーム・レディオシャックは解散した。

2012年動向
- 加入
  - ヒアンニ・メールスマン (FDJ)
  - トニ・ガロパン (コフィディス)

以上、チーム・レディオシャックと契約。
- 退団
  - セバスティアン・ロスレル (ガーミン・サーヴェロ)
  - ミハウ・クヴィアトコヴスキ (ロット・リドレー)
  - セルジオ・パウリーニョ (サクソバンク・サンガード)
  - ジョフロワイ・ルカトル (ブルターニュ・シュラー)